# Amerikanische Luftverteidigung in Deutschland
Die Darstellung der amerikanischen Luftverteidigung in Deutschland gibt die Organisation und Dislozierung der amerikanischen Truppenteile in der Bundesrepublik Deutschland während des Kalten Kriegs wieder und umfasst den Zeitraum von 1958 bis 1995. Zu diesem Zeitpunkt (1995) waren nahezu sämtliche Verbände außer Dienst gestellt.

## 32nd AADCOM
Die Flugabwehr der Vereinigten Staaten in Deutschland unterstand dem 32. Luftabwehrkommando (32nd AADCOM – Antiaircraft Artillery Defense Command), bis 1965 32. Luftabwehrbrigade. Die Brigade nahm eine ungewöhnliche Position in der USAREUR Organisation ein. Die Einheit wurde 1953 in England (Bushey Hall, ein Golf Clubhaus in Watford, Hertfordshire) stationiert und bestand aus vier Flugabwehrbataillonen und einem chemischen Rauch-Bataillon. Die Brigade hatte den Auftrag, die amerikanischen Einrichtungen, auch die in Deutschland, gegen Luftangriffe von tieffliegenden Flugzeugen zu verteidigen. Obwohl es eine untergeordnete Kommandobehörde von USAREUR war, koordinierte es die Verwaltungsrichtlinien mit der Third Air Force der Vereinigten Staaten, war unter der operativen Kontrolle des britischen RAF Fighter Command und unterhielt Verbindung mit der United States Air Force, der United States Navy und dem britischen Kriegsministerium. 1957 (30. Juni) Wurde die Brigade nach Deutschland – zunächst Kapaun Air Station in Kaiserslautern-Vogelweh, dann Cambrai-Fritsch-Kaserne in Darmstadt – verlegt, um die Luftverteidigung westlich des Rheins zu gewährleisten. Sie wurde 1966 in 32nd AADCOM (Antiaircraft Artillery Defense Command) umbenannt, die der Seventh Army (1. März 1960) zugewiesen wurde, in vier Flugabwehrgruppen gegliedert:
- 10th Air Defense Artillery Group (oder Brigade) Darmstadt, Ernst-Ludwig-Kaserne (für Flugabwehrbataillone HAWK, ab 1982 Patriot)
  - 1st Msl Bn, 1st ADA (HAWK), Butzbach, Schloss-Kaserne, 1962 – 1972 6-562 ADA (H)
  - 2nd Msl Bn, 2nd ADA (HAWK), Gießen, QM Depot, 1962 – 1972 6-517 ADA (H)
  - 6th Msl Bn, 59th ADA (HAWK), Hanau-Fliegerhorst
  - 6th Msl Bn, 62nd ADA (HAWK), München, Will Barracks/Dachau, Eastman Barracks, als 2-62 ADA (H) 1965 – 1972 Aschaffenburg, dann Bitburg Air Base/Spangdahlem Air Base
  - 1st Msl Bn, 7th ADA (Patriot), Kaiserslautern, Rhine Ordnance Barracks
  - 4th Msl Bn, 7th ADA (Patriot), Dexheim, Anderson Barracks
  - 5th Msl Bn, 7th ADA (Patriot), Bitburg Air Base
- 69th Air Defense Artillery Group (oder Brigade) Würzburg, Emery Barracks (für Flugabwehrbataillone HAWK, ab 1982 Patriot)
  - 3rd Msl Bn, 7th ADA (HAWK), Schweinfurt, Ledward Barracks
  - 6th Msl Bn, 52nd ADA (HAWK), Würzburg, Emery Barracks
  - 4th Msl Bn, 57th ADA (HAWK), Ansbach, Barton Barracks
  - 6th Msl Bn, 60th ADA (HAWK), Grafenwöhr Training Area
  - 6th Msl Bn, 61st ADA (HAWK), Landshut, Pinder Barracks
  - 2nd Msl Bn, 43rd ADA (Patriot), Hanau, Wolfgang Kaserne
  - 4th Msl Bn, 43rd ADA (Patriot), Gießen, QM Depot
  - 6th Msl Bn, 43rd ADA (Patriot), Ansbach, Barton Barracks
  - 8th Msl Bn, 43rd ADA (Patriot), Giebelstadt Army Airfield
- 94th Air Defense Artillery Group (oder Brigade) Kaiserslautern, Kleber-Kaserne (für Flugabwehrbataillone Nike)
  - 5th Msl Bn, 1st ADA (Nike), Wiesbaden Air Base
  - 4th Msl Bn, 6th ADA (Nike), Bitburg Air Base
  - 5th Msl Bn, 6th ADA (Nike), Neubrücke Army Hospital/Baumholder Army Airfield
  - 2nd Msl Bn, 56th ADA (Nike), Pirmasens, Husterhoeh-Kaserne
  - 1st Msl Bn, 67th ADA (Nike), Darmstadt, Ernst-Ludwig-Kaserne/Wertheim, Peden Barracks
  - 3rd Msl Bn, 71st ADA (Nike), Kornwestheim, Wilkin Barracks
- 108th Air Defense Artillery Group (oder Brigade) Kaiserslautern-Vogelweh, Kapaun Air Station (für Flugabwehrbataillone Chaparral-Vulcan)
  - 4th Arty Bn, 2nd ADA (Chaparral), Giebelstadt Army Airfield
  - 5th Arty Bn, 4th ADA (Chaparral), Schwabach, O’Brien Barracks
  - 3rd Arty Bn, 44th ADA (Chaparral), Ramstein Air Base
  - 7th Arty Bn, 61st ADA (Chaparral), Spangdahlem Air Base
  - 2nd Arty Bn, 67th ADA (Chaparral), Kapaun Air Station
  - 5th Arty Bn, 1st ADA (Vulcan), Wiesbaden Air Base
  - 6th Arty Bn, 56th ADA (Vulcan), Spangdahlem Air Base
  - 2nd Arty Bn, 60th ADA (Vulcan), Ramstein Air Base

Die Flugabwehr stand unter der operativen Kontrolle der Fourth Allied Tactical Air Force (4 ATAF) der NATO. 1995 wurde 32nd AADCOM außer Dienst gestellt.

## Waffensysteme
Als Waffensysteme standen der amerikanischen Luftverteidigung zur Verfügung:

### Nike

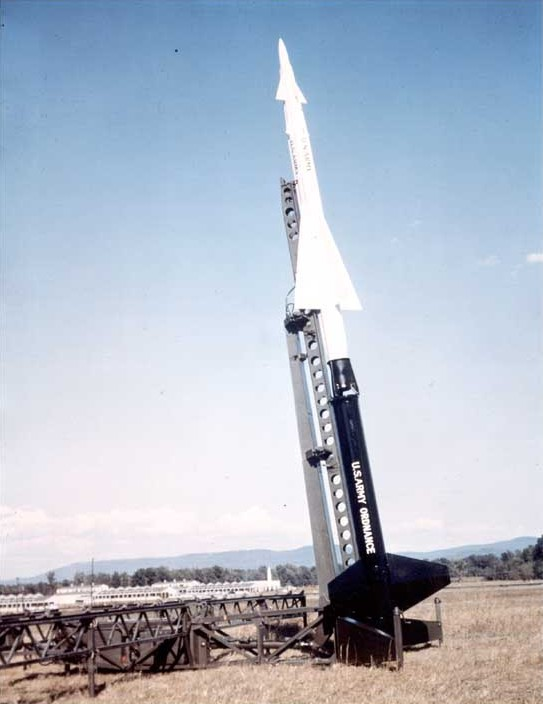
Nike Ajax 32

Nike (SAM-N-25 – Bezeichnung bis 1962; MIM-14/14A/14B – Bezeichnung ab 1962), das in der ursprünglichen Variante MIM-3 Nike Ajax und später in der verbesserten Variante Nike Hercules über viele Jahre das Rückgrat der US-amerikanischen Luftverteidigung darstellte. Es war für den Einsatz gegen hochfliegende, überschallschnelle und auch multiple Ziele (etwa gegen Bomberpulks) konzipiert. Nike bestand aus einer Startstufe mit einem Nike-Feststoffraketenmotor (vierfach gebündelt bei der Nike Hercules) und einer mit Flüssigtreibstoff angetriebenen Zweitstufe (nur NIKE Ajax; NIKE Hercules hatte als zweite Stufe ein Feststofftriebwerk). Der Sprengkopf konnte konventionell (BHE, BLE) (M17 high-explosive blast-fragmentation) oder nuklear (BXS, BXL) (W-31 nuclear (2 kT, 40 kT)) bestückt werden. Die konventionellen Sprengköpfe erzeugten eine Metallsplitterwolke, die die abzuwehrenden Flugzeuge beschädigen und zum Absturz bringen sollte.
Gegen hoch einfliegende Bomber, wie sie der damaligen Bedrohungsvorstellung entsprachen, war in den fünfziger Jahren in den USA die zweistufige Flugabwehrrakete Nike-Ajax entwickelt worden. 1958 wurde sie an die US Army ausgeliefert. Eine verbesserte Version, Nike-Hercules, wurde ab 1960 an die europäischen NATO-Verbündeten ausgeliefert. Vier Antriebsraketen waren in der ersten Stufe zu-sammengebündelt, die zweite Stufe konnte wahlweise einen konventionellen oder einen atomaren Sprengkopf tragen. Die Kampfentfernung betrug 120 km; die Nike-Hercules konnte bis auf 30 km steigen. Um einen Luftangriff erfolgreich abwehren zu können, war es nicht mehr erforderlich, den einfliegenden Bomber direkt zu treffen. Die gewaltige Explosionskraft, insbesondere in seiner nuklearen Variante, bewirkte bereits den gewünschten Erfolg in einem Radius von mehr als einem Kilometer vom Ziel. Der Flugkörper musste bis zur Explosion vom Feuerleitoffizier im Battalion Operations Center (BOC) ins Ziel gelenkt werden, womit relativ schnell eine Sättigung des gesamten Systems eintreten konnte. Überhaupt muss kritisch angemerkt werden, dass die gesamte Konzeption auf der aus dem Luftkrieg des Zweiten Weltkriegs stammenden Annahme von großen Pulks hochfliegender schwerer Bomber basierte. Gegen mit hoher Geschwindigkeit tief fliegende Jagdbomber boten sie keinen Schutz. Die Nike Flugabwehrraketen wurden in den achtziger Jahren daher auch außer Dienst gestellt.
Die Dislozierung der Flugabwehr-Bataillone erfolgte in einem geschlossenen Gürtel hinter dem Waffensystem HAWK von der Nordsee bis in den Raum Stuttgart, bis zum Ausscheiden Frankreichs aus der NATO-Integration sogar bis zum Bodensee. Die belgischen und niederländischen Verbände bildeten eine zweite Linie hinter dem deutschen Nike-Gürtel. Damit war die Vorwarnzeit für die Benelux-Staaten um einige kostbare Minuten verlängert. Der „Flugzeugträger Rheinland-Pfalz“ war noch durch zusätzliche Nike-Stellungen in der zweiten Reihe oder im Objektschutz gesichert. Dabei brachten die USA auch Flugkörper vom Typ Chaparral und Vulcan in Stellung.

### HAWK

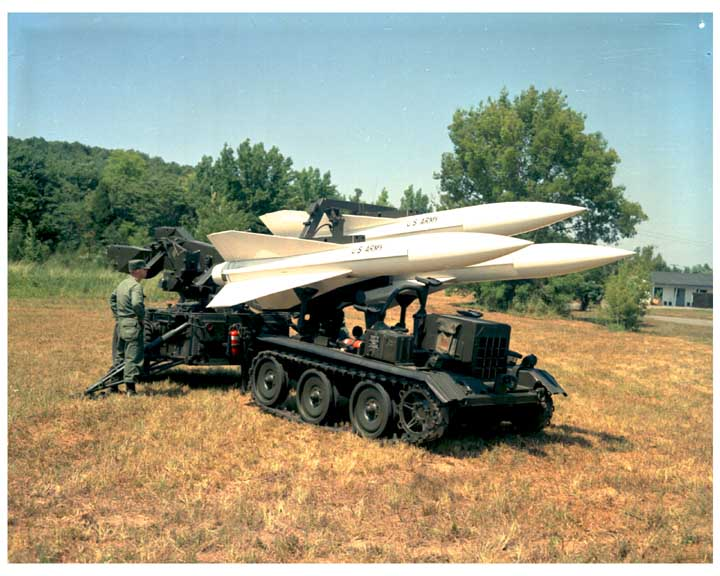
HAWK Flugkörper beim Beladen eines Launchers

MIM-23 HAWK war ein mobiles, allwetterfähiges Flugabwehrraketensystem aus US-amerikanischer Produktion. Hersteller war die Firma Raytheon. HAWK kam zum Einsatz gegen Flugziele im tiefen bis mittleren Höhenbereich und war durch Verlastung auf Einachsanhängern sowie auf Lkws voll verlegefähig. Die Zielsuche erfolgt durch je ein Impuls- (Pulse Acquisition Radar, PAR) und ein Dauerstrich-Erfassungsradar (Continuous Wave Acquisition Radar, CWAR). Zur Bekämpfung wird das Flugziel mit einem weiteren Dauerstrich-Radar (High-Power Illuminator Radar, HPIR) beleuchtet. Die dabei reflektierte Radarenergie dient der Lenkeinheit des Flugkörpers zur Zielsuchlenkung, wobei zusätzlich direkte Steuersignale gesendet werden, die von einer Antenne am Heck des Flugkörpers empfangen werden. Der Name des Waffensystems basiert auf diesem Verfahren (HAWK, Homing all-the-way Killer).
Die Stationierung der HAWK-Verbände erfolgte in einem geschlossenen Gürtel entlang der innerdeutschen Grenze und der Grenze zur CSSR vom Alpenrand bis zur Ostsee. Dabei übernahmen die US-amerikanischen Verbände die BOC 42 – 54 von der Isar quer durch Bayern und Hessen bis zum Vogelsberg (zunächst sogar bis in den Raum Kassel), die deutsche Luftwaffe die BOC 41 in Oberbayern (Lenggries) sowie 61 – 66 im mittleren Niedersachsen und in Schleswig-Holstein, die Belgischen Landstreitkräfte die BOC 56 – 57 entlang der Weser und Fulda in Ostwestfalen und Nordhessen und die Niederländischen Luftstreitkräfte die BOC 58 – 60 entlang der Weser in Niedersachsen. BOC 42 (München, Freising) wurde 1965 von den USA an die Bundesrepublik Deutschland übertragen. Die geplante und vorbereitete Stationierung französischer HAWK-Verbände im äußersten Süden des Gürtels in Oberbayern scheiterte an dem Rückzug Frankreichs aus der NATO-Integration 1966; die Luftwaffe übernahm BOC 41 und wenig später auch BOC 42. Die Lücke im Hessischen Bergland (BOC 55 Fürstenberg) zwischen dem amerikanischen und belgischen Abschnitt, die in der Planung die Bundeswehr abdecken sollte, wurde nie geschlossen.

### Patriot

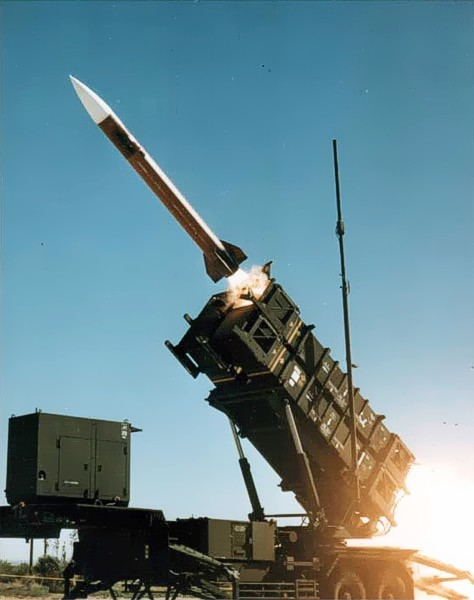
Start eines Patriot-Flugkörpers

MIM-104 Patriot ist ein bodengestütztes Kurzstrecken-Flugabwehrraketen-System zur Abwehr von Flugzeugen, Marschflugkörpern und taktischen ballistischen Mittelstreckenraketen. Entwickelt wurde es bereits seit den 1960er-Jahren von den amerikanischen Unternehmen Raytheon und Lockheed, damals noch unter der Bezeichnung „SAM-D“. Das sowjetische Pendant zur Patriot war die SA-10 „Grumble“ aus den 1970er-Jahren, derzeit lässt sich die modernere russische SA-20 „Gargoyle“ am ehesten mit dem Patriot-System vergleichen.
Das Flugabwehrraketensystem Patriot besteht aus mehreren Einzelkomponenten, die auf Sattelaufliegern/Lkw montiert sind, um eine hohe Mobilität zu gewährleisten. Die einzelnen Teilsysteme werden entweder über Kabelverbindungen (Lichtwellenleiter/Zwei- und Mehrdrahtleitung) und/oder VHF-Funk miteinander verbunden. Das AN/MPQ-53-Multifunktionsradar dient zur Erfassung, Identifizierung und Bekämpfung von Luftzielen. Das Radar sorgt ebenfalls für die Freund-Feind-Erkennung (IFF) durch elektronische Abfrage der Flugziele sowie den Aufbau eines Datenlinks zu abgefeuerten Lenkflugkörpern. Der Feuerleitstand des Patriot-Systems ist eine der wenigen bemannten Komponenten. Von hier aus führen drei Bediener den Feuerkampf, wobei sie Anweisungen von der zentralen Feuerleitkabine ICC erhalten können. Das ICC ist der zentrale übergeordnete Gefechtsstand, in dem taktische Entscheidungen auf Kampfführungsebene (Ebene Bataillon) getroffen werden und anschließend an bis zu sechs Feuerleitstände (Ebene Feuereinheit) weitergegeben werden. Jedes der sieben US Patriot Missile Battalions in Deutschland verfügte über zwei Abschusspositionen sog. „Initial Ready Positions“ (IRP).

### Chaparral

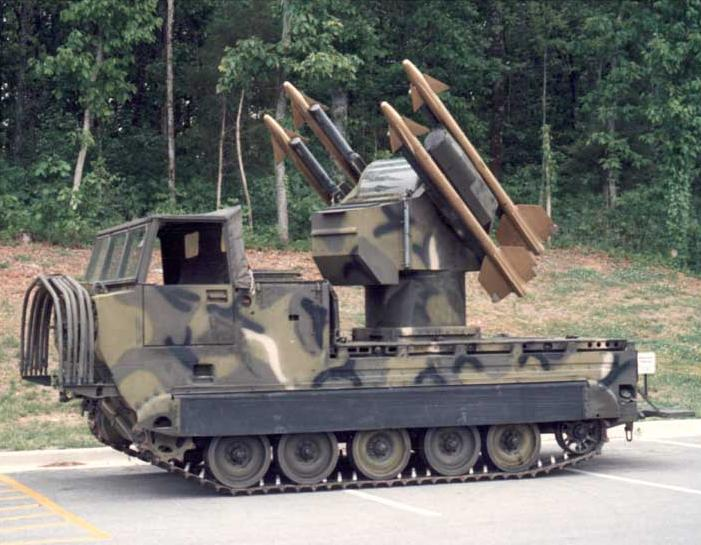
MIM-72 Chaparral

MIM-72 Chaparral  als Kurzstrecken-Flugabwehrraketensystem. Das Fahrzeug wurde auch als M-48 Chaparral bezeichnet.
In den 1960er-Jahren verhandelten Großbritannien und die Vereinigten Staaten ergebnislos über die Einführung eines gemeinsamen Kurzstrecken-Luftabwehrraketensystems mit der Bezeichnung Mauler. In der Folge wurden separate Lösungen verwirklicht. Während die Briten mit dem Rapier-System eine völlige Neukonstruktion entwickelten, versuchten die US-Amerikaner, ein bereits bestehendes System für den Boden-Luft-Einsatz tauglich zu machen – das Ergebnis war das Chaparral-System.
Als Basis für die Chaparral-Rakete diente eine für die Boden-Luft-Abwehr modifizierte Luft-Luft-Rakete Sidewinder. Vier Chaparral-Raketen wurden auf das Chassis des Schützenpanzers M113 montiert. Ursprünglich wurde die Rakete auf das anfliegende Ziel gerichtet und abgefeuert, nachdem der IR-Suchkopf das Ziel aufgenommen hatte. In späteren Jahren wurde ein Feuerleitradar hinzugefügt, um Ziele auch bei schlechter Sicht angreifen zu können. Ein zusätzliches Suchradar musste gegebenenfalls separat mitgeführt werden.
Das System wurde im Laufe der 90er-Jahre von den US-Streitkräften ausgemustert, aber dann an ausländische Streitkräfte verkauft. Um für diese die Lebensdauer der Raketen auszudehnen, wurden vom Zulieferer der Raketenmotoren Orbital ATK, 800 Ersatzmotoren im Jahr 2008 und 1384 im Jahr 2012 nachgebaut und geliefert.

### Vulcan

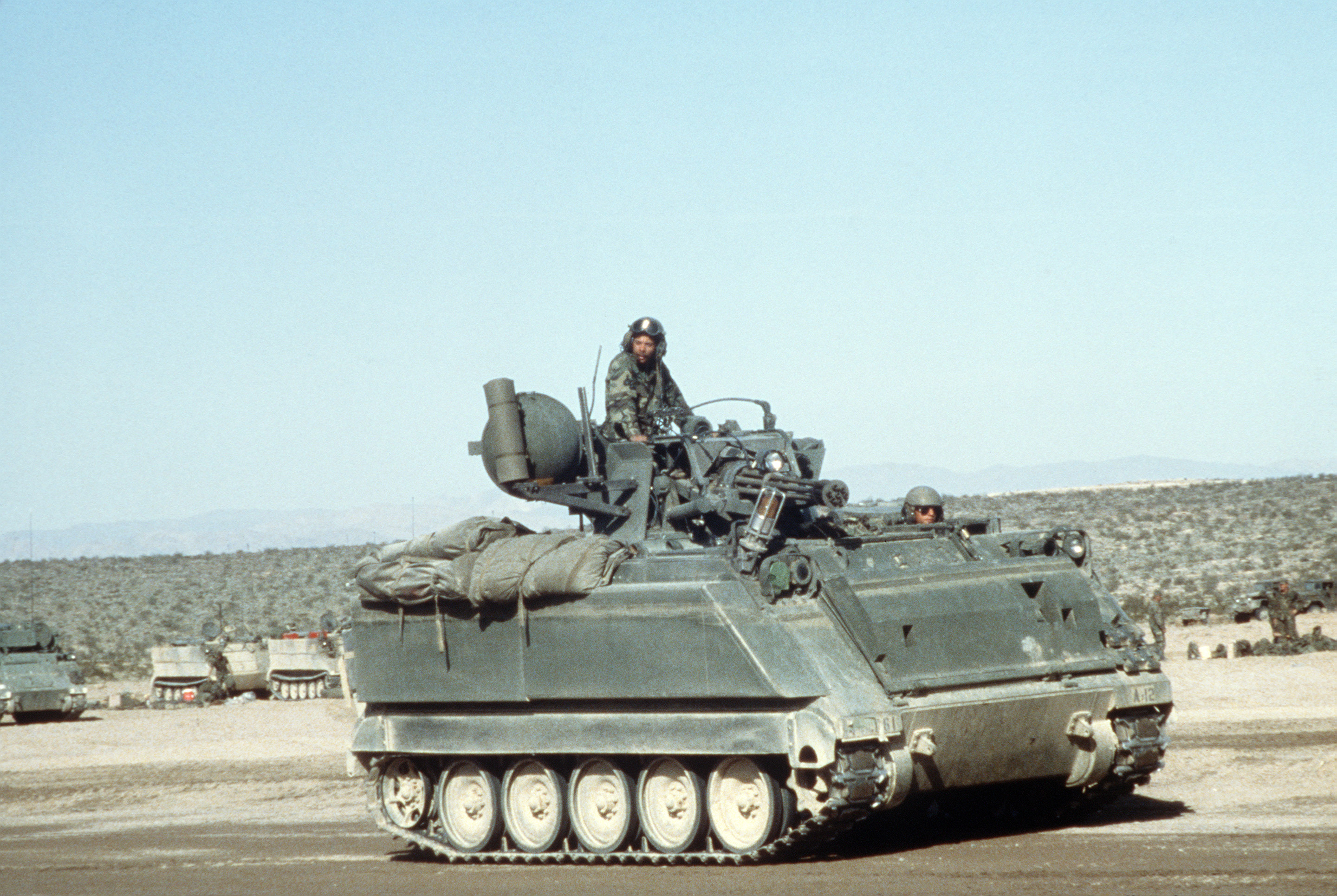
M163 Vulcan Flugabwehrsystem auf M 113

Vulcan Air Defense System ist ein in den 1960er-Jahren in den Vereinigten Staaten entwickelter Flugabwehrpanzer auf Basis eines modifizierten M 113 A1-Chassis, welcher mit einem modifizierten M61 Vulcan-Gatling-Geschütz (M168) und einem Feuerleitradar ausgerüstet ist. Das Fahrgestell selbst trägt die Bezeichnung M 741.
Ab 1964 begann die United States Army die Entwicklung des M163, das als Ersatz für das M42 Duster-System dienen sollte. Kurz nach der Fertigstellung erster Exemplare im Jahr 1968 wurden Tests gegen Bodenziele im Vietnamkrieg durchgeführt, die zeigten, wie wirkungsvoll das System in diesem Bereich war. Da die Entwicklung des Ersatzprojekts M247 Sergeant York aufgrund massiver technischer Probleme 1985 eingestellt wurde, arbeitete man parallel an einer Kampfwertsteigerung, die 1984 als PIVADS (Product Improved Vulcan Air Defense System) eingeführt wurde. Technisch und vor allem aufgrund seiner begrenzten Reichweite veraltet, wurden die Einheiten der Army in den 1990er Jahren durch das M1097-Avenger-System mit Stinger-Raketen ersetzt.

## Standorte der amerikanischen Luftverteidigung
Die amerikanischen Flugabwehrbataillone wurden als Air Defense Artillery (ADA) Battalions bezeichnet, dabei bedeutet z. B. die
- Kurzform 4-6 ADA (N) in der Langform 4th Missile Battalion/6th Air Defense Artillery (Nike). Analog steht
- (H) für HAWK,
- (I-H) für Improved HAWK,
- (P) für Patriot,
- (V) für Vulcan,
- (Ch) für Chaparral.
- IRP steht für Initial Ready Position im Waffensystem Patriot.

Die einzelnen Batterien wurden nicht nummeriert, sondern mit Buchstaben A bis D bezeichnet.
| BOC                 | Standort                            | Liegenschaft                                 | 1958           | 1975                             | 1984                           | Bemerkungen |
| ------------------- | ----------------------------------- | -------------------------------------------- | -------------- | -------------------------------- | ------------------------------ | --- |
| BOC 16 Bitburg      | Bitburg                             | Bitburg Air Base                             | 4-6 ADA (N)    | 6-62 ADA (I-H)                   | 5-7 ADA (P)                    | HQ Nike, I-HAWK (zeitweilig in Spangdahlem), Patriot, 4-6 ADA (N) 1958 aus 25th Msl Bn gebildet, 1972 Umrüstung auf HAWK (Verlegung aus Aschaffenburg), 1994 geschlossen            |
| BOC 16 Bitburg      | Welschbillig (Butzweiler)           | Welschbillig Missile Station                 | B/4-6 ADA (N)  | B/2-62 ADA (H), B/6-62 ADA (I-H) | Btry/5-7 ADA (P)               | 1972 Umrüstung auf HAWK (Verlegung aus Aschaffenburg), 1984 Umrüstung auf Patriot, 1992 geschlossen                                                                                 |
| BOC 16 Bitburg      | Hisel (Brimingen)                   | Hisel Missile Station                        | C/4-6 ADA (N)  | C/2-62 ADA (H), C/6-62 ADA (I-H) | C/6-62 ADA (I-H)               | 1972 Umrüstung auf HAWK (Btry neu aufgestellt), 1992 geschlossen |
| BOC 16 Bitburg      | Balesfeld                           | Balesfeld Missile Station                    | D/4-6 ADA (N)  | A/2-62 ADA (H)                   | Btry/5-7 ADA (P)               | 1972 Umrüstung auf HAWK (Verlegung aus Darmstadt), 1984 Umrüstung auf Patriot, 1995 geschlossen                                                                                     |
| BOC 16 Bitburg      | Hontheim                            | Hontheim Missile Station                     | A/4-6 ADA (N)  | D/5-6 ADA (N)                    | D/5-6 ADA (N)                  | Ab 1971 unter 5-6 ADA (N) Neubrücke, 1992 geschlossen |
| BOC 16 Bitburg      | Idenheim                            | Idenheim Communications Annex                |                |                                  | IRP/5-7 ADA (P)                | IRP für Welschbillig Patriot Btry, 1992 geschlossen |
| BOC 16 Bitburg      | Neuheilenbach                       |                                              |                |                                  | IRP/5-7 ADA (P)                | IRP für Balesfeld Patriot Btry, 1995 geschlossen |
| BOC 16 Bitburg      | Spangdahlem                         | Spangdahlem Air Base                         | 2-62 ADA (H)   | 2-62 ADA (I-H)                   | 2-62 ADA (I-H)                 | Temporary site 1957, HQ HAWK (zeitweilig in Bitburg), 2-62 ADA (H) 1987 in 1-1 ADA (H) umbenannt                                                                                    |
| BOC 17 Wackernheim  | Wackernheim                         | McCully Barracks                             | 2-1 ADA (N)    |                                  |                                | HQ Nike (2-1 ADA (N)), 1993 geschlossen |
| BOC 17 Wackernheim  | Wiesbaden-Erbenheim                 | Wiesbaden Air Base                           |                | 5-1 ADA (N), 5-1 ADA (V)         | Btry/4-7 ADA (P)               | HQ Nike, Vulcan, 5-1 ADA (N) 1958 aus 63rd Msl Bn gebildet, 1972 in 2-1 ADA (N) umbenannt, 1985 Umrüstung auf Patriot, 1991 geschlossen                                             |
| BOC 17 Wackernheim  | Wackernheim                         | McCully Barracks                             | A/2-1 ADA (N)  | A/5-1 ADA (N), A/5-1 ADA (V)     |                                | Temporary site 1957, 1958 US-Stellung im Bau, 1993 geschlossen |
| BOC 17 Wackernheim  | Dexheim                             | Anderson Barracks                            | B/2-1 ADA (N)  | B/5-1 ADA (N), B/5-1 ADA (V)     | 4-7 ADA (P)                    | 1958 US-Stellung im Bau, HQ Patriot – vorher 2-3 ADA (P), 1991 geschlossen |
| BOC 17 Wackernheim  | Grünstadt                           | Communications Station                       | C/2-1 ADA (N)  |                                  |                                | Nike-Stellung 1971 geschlossen |
| BOC 17 Wackernheim  | Quirnheim                           | Danziger Barracks                            |                | C/5-1 ADA (N), C/5-1 ADA (V)     | Btry/4-7 ADA (P)               | Zugleich IRP, 1994 Teilrückgabe, 2001 geschlossen |
| BOC 17 Wackernheim  | Dichtelbach (Kandrich, Rheinböllen) | Dichtelbach Missile Station                  | C/2-1 ADA (N)  | D/5-1 ADA (N), D/5-1 ADA (V)     | IRP/4-7 ADA (P)                | IRP für Dichtelbach Patriot Btry, 1991 geschlossen |
| BOC 17 Wackernheim  | Grenderich                          | Grenderich Missile Station                   |                |                                  | Btry/4-7 ADA (P)               | Zugleich IRP, 1991 geschlossen |
| BOC 18 Darmstadt    | Darmstadt                           | Ernst-Ludwig-Kaserne                         | 1-67 ADA (N)   | A/2-62 ADA (H), D/2-62 ADA (H)   |                                | HQ Nike, 1-67 ADA (N) 1958 aus 67th Msl Bn gebildet, HAWK Zwischenstationierung 1965 – 1972 (Oberschleißheim → Balesfeld, Murnau → Reitscheid), Teilrückgabe 1996, 2009 geschlossen |
| BOC 18 Darmstadt    | Griesheim                           | Griesheim Missile Facility                   | A/1-67 ADA (N) |                                  |                                | Temporary site 1957, 1969/1970 Nike abgezogen, 1992 geschlossen |
| BOC 18 Darmstadt    | Mainbullau                          | Mainbullau Missile Station                   | B/1-67 ADA (N) |                                  |                                | 1969/1970 Nike abgezogen, 1992 geschlossen |
| BOC 18 Darmstadt    | Hardheim                            | Hardheim Missile Station                     | C/1-67 ADA (N) | C/3-71 ADA (N)                   | D/6-52 ADA (I-H)               | 1971 unter 3-71 ADA (N) Kornwestheim, 1984 unter 6-52 ADA (I-H) Würzburg, 1985 geschlossen                                                                                          |
| BOC 18 Darmstadt    | Dallau                              | Dallau Tactical Defense Station              | D/1-67 ADA (N) | A/3-71 ADA (N)                   |                                | 1958 US-Stellung im Bau, 1971 unter 3-71 ADA (N) Kornwestheim, 1985 geschlossen |
| BOC 18 Darmstadt    | Aschaffenburg                       | Jäger-Kaserne                                |                | 2-62 ADA (H), B/2-62 ADA (H)     |                                | HQ HAWK, HAWK Zwischenstationierung 1965 – 1972 (München → Bitburg/Spangdahlem, Erding → Welschbillig), 1992 geschlossen                                                            |
| BOC 19 Pirmasens    | Pirmasens                           | Husterhoeh-Kaserne                           | 2-56 ADA (N)   | 2-56 ADA (N)                     | A/2-60 ADA (V)                 | Temporary site 1957, HQ Nike, 2-56 ADA (N) 1958 aus 95th Msl Bn gebildet, 1984 unter 2-60 ADA (V) Ramstein, 1997 geschlossen                                                        |
| BOC 19 Pirmasens    | Geinsheim (Fronmühle)               | Geinsheim Activity                           | A/2-56 ADA (N) | A/2-56 ADA (N)                   | A/2-56 ADA (N)                 | 1998 geschlossen |
| BOC 19 Pirmasens    | Landau                              | Camp Thomas Nast                             | B/2-56 ADA (N) | B/2-56 ADA (N)                   | Btry/1-7 ADA (P)               | Temporary site 1957, 1958 US-Stellung im Bau, 1984 Umrüstung auf Patriot, zugleich IRP, 1995 geschlossen                                                                            |
| BOC 19 Pirmasens    | Lemberg (Salzwoog)                  | Lemberg Missile Station                      | C/2-56 ADA (N) | C/2-56 ADA (N)                   | C/2-56 ADA (N)                 | 1958 US-Stellung im Bau, 1994 geschlossen |
| BOC 19 Pirmasens    | Oberauerbach                        | Oberauerbach Missile Station                 | D/2-56 ADA (N) | D/2-56 ADA (N)                   | D/2-56 ADA (N)                 | 1991 geschlossen |
| BOC 19 Pirmasens    | Kaiserslautern                      | Rhine Ordnance Barracks                      |                |                                  | 1-7 ADA (P)                    | HQ Patriot – vorher 6-3 ADA (P) |
| BOC 20 Neubrücke    | Neubrücke                           | Neubrücke Army Hospital                      | 5-6 ADA (N)    | 4-1 ADA (H)                      | 4-1 ADA (I-H)                  | HQ Nike, HAWK, 5-6 ADA (N) 1958 aus 45th Msl Bn gebildet, 3-59 ADA (bis 1982 in Hanau) 1987 in 4-1 ADA (I-H) umbenannt, 1995 geschlossen                                            |
| BOC 20 Neubrücke    | Schönborn                           | Schönborn Missile Station                    | A/5-6 ADA (N)  | A/4-1 ADA (H)                    | A/4-1 ADA (I-H)                | 1969/1970 Umrüstung auf HAWK, 1992 geschlossen |
| BOC 20 Neubrücke    | Wüschheim                           | Wüschheim Tac Oper Facility                  | B/5-6 ADA (N)  | B/4-1 ADA (H)                    | B/4-1 ADA (I-H)                | 1969/1970 Umrüstung auf HAWK, 1992 geschlossen |
| BOC 20 Neubrücke    | Baumholder                          | Baumholder Tactical Defense Missile Facility | C/5-6 ADA (N)  | C/4-1 ADA (H)                    | C/4-1 ADA (I-H)                | Temporary site 1957, 1969/1970 Umrüstung auf HAWK |
| BOC 20 Neubrücke    | Reitscheid                          | Reitscheid Missile Station                   | D/5-6 ADA (N)  | D/2-62 ADA (H)                   | D/6-62 ADA (I-H)               | 1972 Umrüstung auf HAWK (Verlegung aus Darmstadt, unter 2-62 ADA (H) Spangdahlem bzw. 6-62 ADA (I-H) Bitburg), 1992 geschlossen                                                     |
| BOC 21 Kornwestheim | Kornwestheim                        | Wilkin Barracks                              | 3-71 ADA (N)   | 3-71 ADA (N)                     | 3-71 ADA (N)                   | HQ Nike, 3-71 ADA (N) 1958 aus 552nd Msl Bn gebildet, 1985 geschlossen |
| BOC 21 Kornwestheim | Kornwestheim                        | Kornwestheim Missile Station                 | A/3-71 ADA (N) |                                  |                                | Temporary site 1957, 1985 geschlossen |
| BOC 21 Kornwestheim | Sachsenheim (Großsachsenheim)       | Sachsenheim Missile Station                  | B/3-71 ADA (N) | B/3-71 ADA (N)                   | B/3-71 ADA (N)                 | 1958 US-Stellung im Bau, 1985 geschlossen |
| BOC 21 Kornwestheim | Kleingartach                        | Kleingartach Missile Station                 | C/3-71 ADA (N) |                                  |                                | 1958 US-Stellung im Bau, 1969/1970 geschlossen |
| BOC 21 Kornwestheim | Wurmberg                            |                                              | D/3-71 ADA (N) | D/3-71 ADA (N)                   | D/3-71 ADA (N)                 | 1985 geschlossen |
| Objektschutz        | Ramstein                            | Ramstein Air Base                            |                |                                  | 2-60 ADA (V), 3-44 ADA (Ch)    | HQ Vulcan, Chaparral |
| Objektschutz        | Spangdahlem                         | Spangdahlem Air Base                         |                |                                  | 6-56 ADA (V), 7-61 ADA (Ch)    | Temporary site 1957, HQ Vulcan, Chaparral |
| Objektschutz        | Ramstein                            | Ramstein Air Base                            |                |                                  | B/2-60 ADA (V)                 | |
| Objektschutz        | Bitburg                             | Bitburg Air Base                             |                |                                  | B/6-56 ADA (V)                 | |
| Objektschutz        | Spangdahlem                         | Spangdahlem Air Base                         |                |                                  | A/6-56 ADA (V)                 | |
| Objektschutz        | Hahn                                | Hahn Air Base                                |                |                                  | C/6-56 ADA (V)                 | |
| Objektschutz        | Kaiserslautern                      | Daenner Kaserne                              |                |                                  | C/2-60 ADA (V)                 | |
| Objektschutz        | Kaiserslautern-Vogelweh             | Kapaun Air Station                           |                |                                  | 2-67 ADA (Ch)                  | HQ Chaparral |
| Objektschutz        | Kaiserslautern-Vogelweh             | Kapaun Air Station                           |                |                                  | A/2-67 ADA (Ch)                | |
| Objektschutz        | Mannheim-Sandhofen                  | Coleman Barracks                             |                |                                  | 1-1 ADA (I-H), B/2-67 ADA (Ch) | Temporary site 1957 |
| Objektschutz        | Mannheim-Käfertal                   | Sullivan Barracks                            |                |                                  | C/2-67 ADA (Ch)                | |
| Objektschutz        | Germersheim                         | Germersheim Army Depot                       |                |                                  | D/2-67 ADA (Ch)                | Temporary site 1957, 1958 US-Stellung im Bau, 1969/1970 Umrüstung auf Chaparral, 1993 geschlossen                                                                                   |
| BOC 42 München      | München-Freimann                    | Will Barracks                                | 6-62 ADA (H)   |                                  |                                | HQ HAWK, 1965 Umbenennung in 2-62 ADA (H) und Verlegung nach Aschaffenburg, Kaserne 1965 an die Bundeswehr übergeben (Fürst-Wrede-Kaserne)                                          |
| BOC 42 München      | Oberschleißheim                     | Oberschleißheim Army Airfield                | A/6-62 ADA (H) |                                  |                                | 1965 Umbenennung in A/2-62 ADA (H) und Verlegung nach Darmstadt |
| BOC 42 München      | Erding                              | Erding Air Base                              | B/6-62 ADA (H) |                                  |                                | Fliegerhorst 1955 an Luftwaffe übergeben, 1965 Umbenennung in 2-62 ADA (H) und Verlegung HAWK nach Aschaffenburg                                                                    |
| BOC 42 München      | Bad Aibling                         | Mietraching                                  | C/6-62 ADA (H) |                                  |                                | 1965 geschlossen |
| BOC 42 München      | Murnau                              | Kimbro Barracks                              | D/6-62 ADA (H) |                                  |                                | 1965 Umbenennung in D/2-62 ADA (H) und Verlegung nach Darmstadt |
| BOC 43 Landshut     | Landshut                            | Pinder Barracks                              | 6-61 ADA (H)   |                                  |                                | HQ HAWK, 1964 geschlossen |
| BOC 43 Landshut     | Haindlfing                          |                                              | A/6-61 ADA (H) |                                  |                                | 1964 an 4./FlaRakBtl 32 übergeben |
| BOC 43 Landshut     | Landshut                            | Pinder Barracks                              | B/6-61 ADA (H) |                                  |                                | 1964 geschlossen |
| BOC 43 Landshut     | Wettstetten                         |                                              | C/6-61 ADA (H) |                                  |                                | 1964 an 4./FlaRakBtl 34 übergeben |
| BOC 43 Landshut     | Oberhinkofen                        |                                              | D/6-61 ADA (H) |                                  |                                | 1964 geschlossen |
| BOC 45 Grafenwöhr   | Grafenwöhr                          | Grafenwöhr Training Area                     | 6-60 ADA (H)   | 6-60 ADA (I-H)                   | 6-60 ADA (I-H)                 | HQ HAWK |
| BOC 45 Grafenwöhr   | Grafenwöhr                          | Grafenwöhr Training Area                     | A/6-60 ADA (H) | A/6-60 ADA (I-H)                 | A/6-60 ADA (I-H)               | |
| BOC 45 Grafenwöhr   | Freihöls                            | Schafhof                                     | B/6-60 ADA (H) |                                  |                                | |
| BOC 45 Grafenwöhr   | Hohenfels                           | Hohenfels Training Area                      | C/2-57 ADA (H) | B/6-60 ADA (I-H)                 | B/6-60 ADA (I-H)               | 1958 unter 2-57 ADA (H) Ansbach |
| BOC 45 Grafenwöhr   | Hohenfels                           | Hohenfels Training Area                      | D/6-60 ADA (H) |                                  |                                | |
| BOC 45 Grafenwöhr   | Amberg                              | Pond Barracks                                | D/2-57 ADA (H) | D/2-57 ADA(I-H)                  | D/2-57 ADA(I-H)                | 1958 unter 2-57 ADA (H) Ansbach, 1992 geschlossen |
| BOC 48 Ansbach      | Ansbach                             | Barton Barracks                              | 2-57 ADA (H)   | 2-57 ADA (I-H)                   | 6-43 ADA (P)                   | HQ HAWK, Patriot, 2005 geschlossen |
| BOC 48 Ansbach      | Ansbach-Katterbach                  | Urlas                                        | A/2-57 ADA (H) | A/2-57 ADA(I-H)                  |                                | 2005 geschlossen |
| BOC 48 Ansbach      | Illesheim                           | Storck Barracks                              | B/2-57 ADA (H) | B/2-57 ADA(I-H)                  |                                | 2005 geschlossen |
| BOC 48 Ansbach      | Fürth                               | Monteith Barracks                            | C/2-57 ADA (H) | C/2-57 ADA(I-H)                  |                                | 1995 geschlossen |
| BOC 48 Ansbach      | Ansbach-Katterbach                  | Bismarck Kaserne                             |                |                                  | Btry/6-43 ADA (P)              | Zugleich IRP, 2005 geschlossen |
| BOC 48 Ansbach      | Oberdachstetten                     |                                              |                |                                  | IRP/6-43 ADA (P)               | IRP für Katterbach Patriot Btry, 2005 geschlossen |
| BOC 48 Ansbach      | Schwabach                           | O'Brien Barracks                             | D/2-57 ADA (H) | D/2-57 ADA(I-H)                  | 5-4 ADA (Ch)                   | HQ Chaparral, 1992 geschlossen |
| BOC 49 Würzburg     | Würzburg                            | Emery Barracks                               | 6-52 ADA (H)   | 6-52 ADA (I-H)                   | 6-52 ADA (I-H)                 | HQ HAWK, 1992 geschlossen |
| BOC 49 Würzburg     | Würzburg                            | Emery Barracks                               | A/6-52 ADA (H) | A/6-52 ADA (I-H)                 | A/6-52 ADA (I-H)               | 1992 geschlossen |
| BOC 49 Würzburg     | Kitzingen                           | Larson Barracks                              | B/6-52 ADA (H) | B/6-52 ADA (I-H)                 | Btry/8-43 ADA (P)              | Zugleich IRP, 1992 geschlossen |
| BOC 49 Würzburg     | Giebelstadt                         | Tac Def Site                                 | C/6-52 ADA (H) | C/6-52 ADA (I-H)                 | 4-2 ADA (Ch), 8-43 ADA (P)     | HQ Chaparral, Patriot, 1992 geschlossen |
| BOC 49 Würzburg     | Wertheim                            | Peden Barracks                               | D/6-52 ADA (H) | D/6-52 ADA (I-H)                 | Btry/8-43 ADA (P)              | Zugleich IRP, 1994 geschlossen |
| BOC 50 Schweinfurt  | Schweinfurt                         | Ledward Barracks                             | 3-7 ADA (H)    |                                  |                                | HQ HAWK, 1971 abgezogen, 2005 geschlossen |
| BOC 50 Schweinfurt  | Schweinfurt                         | Conn Barracks                                | A/3-7 ADA (H)  |                                  |                                | HAWK 1971 abgezogen, 2005 geschlossen |
| BOC 50 Schweinfurt  | Schweinfurt                         | Ledward Barracks                             | B/3-7 ADA (H)  |                                  |                                | HAWK 1971 abgezogen, 2005 geschlossen |
| BOC 50 Schweinfurt  | Bamberg                             | Warner Barracks                              | C/3-7 ADA (H)  |                                  |                                | HAWK 1971 abgezogen, 2000 geschlossen |
| BOC 51 Hanau        | Hanau-Großauheim                    | Wolfgang Kaserne                             |                |                                  | 2-43 ADA (P)                   | HQ Patriot, 2009 geschlossen |
| BOC 51 Hanau        | Langendiebach                       | Hanau-Fliegerhorst                           | 6-59 ADA (H)   | 6-59 ADA (I-H)                   | Btry/2-43 ADA (P)              | HQ HAWK, 2009 geschlossen |
| BOC 51 Hanau        | Langendiebach                       | Hanau-Fliegerhorst                           | A/6-59 ADA (H) | A/6-59 ADA (I-H)                 | IRP/2-43 ADA (P)               | IRP für Patriot Btry Hanau, 2009 geschlossen |
| BOC 51 Hanau        | Hanau                               | Hessen-Homburg-Kaserne                       | C/6-59 ADA (H) | C/6-59 ADA (I-H)                 |                                | 1998 geschlossen |
| BOC 51 Hanau        | Babenhausen                         | Babenhausen Kaserne                          | B/6-59 ADA (H) | D/6-59 ADA (I-H)                 | Btry/2-43 ADA (P)              | Zugleich IRP, 2007 geschlossen |
| BOC 51 Hanau        | Friedberg                           | Ray Barracks                                 | B/6-59 ADA (H) |                                  |                                | HAWK 1971 nach Ockstadt verlegt, 2007 geschlossen |
| BOC 51 Hanau        | Ockstadt                            | Ockstadt Army Airfield                       |                | B/6-59 ADA (I-H)                 | Btry/4-43 ADA (P)              | Zugleich IRP, 1991 geschlossen |
| BOC 51 Hanau        | Mainz-Finthen                       | Finthen Army Airfield                        | D/6-59 ADA (H) |                                  |                                | |
| BOC 53 Gießen       | Gießen                              | QM Depot                                     | 2-2 ADA (H)    | 2-2 ADA (I-H)                    | 4-43 ADA (P)                   | HQ HAWK, Patriot – vorher 4-3 ADA (P), 1993 geschlossen |
| BOC 53 Gießen       | Gießen                              | Rivers Barracks                              | A/2-2 ADA (H)  | A/2-2 ADA (I-H)                  | Btry/4-43 ADA (P)              | Einsatzstellung Annerod, 1962 – 1972 6-517 ADA (H), Zugleich IRP, 1993 geschlossen                                                                                                  |
| BOC 53 Gießen       | Bad Hersfeld                        | McPheeters Barracks                          | B/2-2 ADA (H)  |                                  |                                | Einsatzstellung Semmelberg, HAWK 1971 abgezogen, 1994 geschlossen |
| BOC 53 Gießen       | Butzbach                            | Schloss-Kaserne                              | C/2-2 ADA (H)  | C/2-2 ADA (I-H)                  | C/2-2 ADA (I-H)                | 1993 geschlossen |
| BOC 53 Gießen       | Rothwesten                          | Rothwesten Tech Ops Facility                 | D/2-2 ADA (H)  |                                  |                                | 1993 geschlossen |
| BOC 54 Butzbach     | Butzbach                            | Schloss-Kaserne                              | 1-1 ADA (H)    | B/3-52 ADA (I-H)                 | B/3-52 ADA (I-H)               | HQ HAWK, 1962 – 1972 6-562 ADA (H), 2007 geschlossen |
| BOC 54 Butzbach     | Bad Kissingen                       | Reiterswiesen Tac Def Facility               | A/1-1 ADA (H)  | A/3-52 ADA (I-H)                 | A/3-52 ADA (I-H)               | 1994 geschlossen |
| BOC 54 Butzbach     | Bimbach                             | Finkenberg Tac Def Facility                  | C/1-1 ADA (H)  | C/3-52 ADA (I-H)                 | C/3-52 ADA (I-H)               | 1992 geschlossen |
| BOC 54 Butzbach     | Fulda                               | Sickels Army Airfield                        | D/1-1 ADA (H)  |                                  |                                | 1994 geschlossen |